# 김영덕 (야구인)
김영덕(金永德, 1936년 1월 27일 ~ 2023년 1월 21일, 일본명 가네히코 나가노리(金彦永徳), 개명 후 가네히코 히데시게(金彦任重))은 전 KBO 리그 한일은행의 투수이다.

## 선수 시절
1956년 난카이 호크스에 입단해 1959년부터 1963년까지 통산 69경기(158.2이닝)에 출전해 7승 9패, 평균자책점 3.57을 기록했다.

## 야구선수 은퇴 후
재일교포 출신 야구인이지만, 은퇴 후 대한민국에 정착해 장충고등학교, 북일고등학교 야구부 감독을 거쳐 OB 베어스, 삼성 라이온즈, 빙그레 이글스의 감독을 맡았다. KBO 리그 최초의 한국시리즈 우승 감독이며, 삼성 라이온즈에서는 통합 우승을 차지했다. 1988년 4월 7일 삼성전에서 승리하며 KBO 리그 사상 첫 통산 300승을 올린 감독이 됐다. 1998년 시즌 후 재계약에 실패해 이광은에게 LG 트윈스 2군 감독직을 넘기고 야구계에서 물러났으며 2005년 시즌 후 KIA 타이거즈 감독 물망에 한때 거론됐으나 무산되기도 했다.
이기기 위한 팀 운영과 지나친 계산 야구로 인해 잃은 것들이 많았던 데다 박철순, 김시진, 이상군, 한희민 등에게 많은 짐을 지워 선수 생명을 단축시켜 투수 혹사의 대명사였다.
현역 시절 2군 생활을 오래해 OB 베어스 감독 시절에 최초로 전용 연습장을 만들 수 있게 구단과 협의해 일을 진행시켰으며 빙그레 이글스 감독 시절에는 창원에 전용 연습장을 만들고, 실내 연습장을 만들 수 있게 구단과 협의했다.
2023년 1월 21일에 사망하였다.

## 트리비아
- 송재박, 김성근과 함께 한국말을 유창하게 하는 재일교포 야구인 중 하나이다.

## 방송 출연
- 1988년 11월 8일 KBS 《11시에 만납시다》 1988 프로야구 돌풍의 주역 김영덕 감독

## 등번호
- '1', '20' - 난카이 호크스 선수
- '40' - OB 베어스 감독
- '70', '60' - 삼성 라이온즈 감독
- '70', '99' - 빙그레 이글스 감독
- '96' - LG 트윈스 2군 감독

## 통산 성적

### 감독
- 승수별

| 승    | 날짜        | 장소 | 소속팀 | 상대팀 | 경기 결과 | 결승타 | 승리 투수 | 승패               | 달성 당시 나이  | 기타    | 각주   |
| 300승 | 1988. 4. 7  | 대구 | 빙그레 | 삼성   | 4 - 2 승  |        | 김대중    |                    |                 | 첫 번째 | [ 9 ]  |
| 400승 | 1989. 7. 23 | 대전 | 빙그레 | MBC    | 1 - 7 승  |        | 진정필    |                    |                 | 첫 번째 | [ 10 ] |
| 500승 | 1991. 4. 19 | 인천 | 빙그레 | 태평양 | 2 - 0 승  |        | 한용덕    | 847경기            | 55세 2개월 23일 | 첫 번째 | [ 11 ] |
| 600승 | 1992. 5. 26 | 사직 | 빙그레 | 롯데   | 4 - 3 승  |        | 김홍명    | 1000경기           |                 | 첫 번째 | [ 12 ] |
| 700승 | 1993. 9. 10 | 대전 | 빙그레 | 쌍방울 | 1 - 4 승  |        | 한용덕    | 1200경기 2무 478패 | 57세 7개월 14일 | 첫 번째 | [ 13 ] |

| 전임 배성서 | 제2대 빙그레 이글스 감독 1988년 - 1993년 | 후임 강병철 |

| 전임 이충남 | 제3대 삼성 라이온즈 감독 1983년 10월 27일 - 1986년 10월 20일 (308경기 197승 109패 2무) | 후임 정동진 (대행) |

| 전임 (초대) | 제1대 OB 베어스 감독 1982년 - 1983년 | 후임 김성근 |

## 같이 보기
- 김성근
- 이광환
- 배성서
- 강병철